# Świątynia Sześciu Banianów
Świątynia Sześciu Banianów (chiń.: 六榕寺; pinyin: Liù Róng Sì) – buddyjska świątynia w Kantonie, w Chinach. Zbudowano ją okresie dynastii Liang, była przebudowywana w późniejszych okresach, kilkukrotnie zmieniano też jej nazwę.

## Historia
Świątynia została wzniesiona w 537 roku na prośbę księcia Liang, nazwano ją wtedy Baozhuangyan. W 989 roku budynek uległ zniszczeniu w pożarze. W 1097 roku przebudowano świątynną pagodę, nadając jej ośmiokątny kształt. Obecna nazwa świątyni według tradycji została jej nadana w okresie dynastii Song przez pisarza Su Shi, który podczas swojej podróży na północ odwiedził świątynię i dostrzegł rosnące tam sześć banianów. W 1373 roku, w początkach panowania dynastii Ming, ponownie przebudowano zniszczoną w kolejnym pożarze pagodę. Budynek został wyremontowany w 1900 roku.
Obecnie jest jednym ze 142 głównych klasztorów Chin.

## Architektura
Przy bramie wejściowej mieści Pawilon Tianwang z posągiem śmiejącego się Buddy. Za budynkiem znajduje się Pawilon Weituo, nazwany na cześć generała, który według legendy odzyskał skradzione relikwie buddyjskie.
Najbardziej charakterystycznym budynkiem w świątyni jest Pagoda Sześciu Banianów, zwana też Pagodą Kwiatową. Ma ok. 55 m wysokości, jej lekko wykrzywione do góry daszki przypominają płatki kwiatów, a cała konstrukcja jest podobna do znamienia kwiatu. Wewnątrz budowli przechowywane są relikwie buddyjskie.
Na zachód od Pagody Sześciu Banianów znajduje się mający 14 m wysokości i zajmujący ok. 300 m² powierzchni Pawilon Daxiong Baodian, w którym umieszczono trzy mosiężne posągi, przedstawiające Siakjamuniego, Amitabhę oraz Buddę aptekarstwa, symbolizujących teraźniejszość, przeszłość i przyszłość. Są to także największe posągi w Kantonie, pochodzą z 1663 roku, mają ok. 6 m wysokości i ważą ok. 10 ton.

## Adres klasztoru
- 87 Liurong Lu, Yuexiu Qu, Guangzhou, Guangdong
- 广东 省广州市越秀区六榕路 87号

## Obiekty
- Pagoda Kwiatów (六榕花塔)
- Posągi w głównym budynku uważa się za największe odlane z brązu w prowincji
- Na jednym z bocznych dziedzińców znajduje się rzeźba przedstawiająca buddystę i poetę Su Dongpo (苏东坡) oraz posąg Buddy symbolizujący przyjaźń tajsko-chińską.
- Pawilon Burong (补榕亭) z figurą bodhisattwy Króla Medycyny (药王菩萨). Pawilon ten jest otoczony drzewami banianowymi.
- Jeden z budynków poświęcony jest Szóstemu Patriarsze Chan Huinengowi (惠能), który został mnichem w pobliskim klasztorze Guangxiao si (光孝寺)